# Шивачки
„Шивачки“ е български игрален филм (драма) от 2007 година, по сценарий и режисура на Людмил Тодоров. Оператор е Емил Христов. Музиката във филма е композирана от Антони Дончев.

## Актьорски състав
- Александра Сърчаджиева – Дора
- Елен Колева – Елена
- Виолета Марковска – Катя
- Асен Блатечки – Вальо, шеф на охрана на банка, приятел на Ина
- Филип Аврамов – Захари Шугара
- Гергана Стоянова – Ина
- Нона Йотова – Певицата
- Юлиан Вергов – Михаил Гюлемезов
- Йоана Буковска – Стела

## Сюжет
Дора, Катя и Елена са три момичета от Попово, които заминават за София в търсене на по-добър живот. Те се надяват да започнат работа като шивачки, но вместо това шеф на ресторант и сводник им предлага места на копаньонки. Катя започва като сервитьорка в ресторанта и приема офертата на сводника. Дора и Елена са наети в месарница с помощта на съквартирантите им Ина и Вальо. Вальо показва подчертан интерес към Дора. След като разбира за лъжите на Катя, Дора му става любовница. Елена се влюбва в другия им съквартирант Зарахис с прякор Шугара, който има проблеми с дрогата и с партньорката си, фолк певица. След един скандал Катя се изнася. Дора се чувства виновна, че предава Ина с Вальо, заминава и намира Катя, като известно време работи с нея. Пребита е и прави опит да се самоубие. Елена успява да я спаси и се събира с Шугара. Доста месеци по-късно Дора и Елена работят в голям шивашки цех и срещат отново Катя, която се оказва съпруга на собственика.

## Награди
- Награда на ФИПРЕСИ (FIPRESCI La Fédération Internationale de la Presse Cinématographique) от „София филм фест“ за Людмил Тодоров, 2008,
- Специална награда на журито в конкурса „На Изток от Запад“, Карлови вари, 2008.